# 백학순
백학순(白鶴淳, 1954년~)은 대한민국의 정치학자이며, 현재 (재)김대중재단 설립 김대중학술원의 초대원장으로 있다. 제10대 세종연구소장을 역임했다. 김대중재단, 김대중평화센터, 김대중노벨평화상기념관의 이사로 있으며, 국제회의인 김대중평화회의(The Kim Dae-jung Peace Forum) 집행위원장으로 있다. 
통일부 남북관계발전위원회 위원, 통일부 자체평가위원장, 외교통상부 정책자문위원, 국회 통일·외교·통상위원회 자문위원, 민족화해협력범국민협의회(민화협) 정책위원장, 서울-워싱턴포럼 사무총장, KBS 객원해설위원, 주요 일간지들의 칼럼니스트, 한국정치학회 부회장, 한국정치학회 한미관계특별위원장, 북한연구학회 부회장 등을 지냈다.
북한정치, 남북관계(통일문제), 북미관계, 북한 핵·미사일 문제, 동북아 국제정치를 연구해왔으며, 대표 저서로서 『북한 권력의 역사: 사상·정체성·구조』 (한울아카데미, 2010)가 있고, 가장 최근의 저서로는 『김대중의 사상과 정치: 평화·민주주의·화해·협력』 (연세대학교 출판문화원, 2023) (공저)와 『한반도 평화대전략』 (세종연구소, 2022) (공저)이 있다. 연구서 총 14권, 공저, 편저, 공편저 총 9권이 있다. 한글과 영어로 쓴 80여 편의 연구 논문과 연구서의 장(章)이 있다.
미 펜실베니아대(유펜)(University of Pennsylvania)에서 정치학 박사를 취득하고 미 하버드대(Harvard University)에서 박사후연구원(Post-doctoral fellow)을 지냈다.